# Вестник общественного мнения
Ве́стник обще́ственного мне́ния — российский социологический научный журнал. Издаётся Левада-Центром.

## История
С 1993 по 2003 год издательский коллектив, во время работы во ВЦИОМ, создал и издавал журнал «Мониторинг общественного мнения». В 2003 году, после вынужденного перехода исследовательского коллектива ВЦИОМ в Левада-Центр, и после того, как ФАС РФ запретила коллективу использовать прежнее название журнала, был создан «Вестник общественного мнения». Именно поэтому журнал ведет нумерацию с 1993 года.
Журнал зарегистрирован Министерством РФ по делам печати, телерадиовещания и средств массовых коммуникаций ПИ № 77981 от 10 декабря 2003 г. В 2003 году вышло 2 номера, в 2004—2008 годах журнал выходил 6 раз в год. С 2009 журнал выходит 4 раза в год.

## Описание
Часть журнала посвящена результатам мониторинга социально-экономических перемен, программа которого была разработана коллективом под руководством академика Татьяны Заславской в 1992—1993 гг. В рамках мониторинга отслеживаются оценки населением экономического положения страны (начиная с 1993 года), отношение к экономическим реформам (с 1994), потенциал протеста (с 1993), показатели оптимизма (с 1994), доверие к политическим лидерам (с 2000) и др.
Другая часть содержит научные статьи, посвященные основным аспектам жизни российского общества. В журнале постоянно публиковались статьи Юрия Левады, объединенные общей идеей о «советском человеке» («Homo Soveticus» — главный исследовательский проект прежнего ВЦИОМа и нынешнего Левада-Центра, который продолжается и сегодня. В 2008 году прошла пятая волна исследования при поддержке фонда «Либеральная миссия»). Постоянно выходят статьи Льва Гудкова, Бориса Дубина, Леонида Седова, Алексея Левинсона, Марины Красильниковой и других сотрудников центра. Печатаются российские социологи, политологи, исследователи: Борис Грушин, Леонид Гордон, Игорь Кон, Леонид Кесельман, Татьяна Ворожейкина,  Эмиль Паин, Сергей Пашин, Николай Петров, Георгий Сатаров, Валерия Стельмах и др. Публикуются работы зарубежных специалистов — исследователей Германии, Великобритании, Франции, Италии, Швейцарии, США, Польши, Украины, Белоруссии и других стран.

## Главный редактор
C 1993 по 2006 — Юрий Левада (1930—2006).
C 2006 по настоящее время — Лев Гудков.

## Редакционный совет
- Т. И. Заславская (председатель)
- А. Г. Аганбегян
- А. Г. Вишневский
- Т. Е. Ворожейкина
- Б. А. Грушин (1929—2007)
- Л. М. Дробижева
- О. Р. Лацис (1934—2005)
- Ю. А. Левада (1930—2006)
- Н. М. Римашевская
- Т. Шанин
- В. А. Ядов
- Е. Г. Ясин